# Bahnhof Takahatafudō
Der Bahnhof Takahatafudō (jap. 高幡不動駅, Takahatafudō-eki) ist ein Bahnhof auf der japanischen Insel Honshū. Er wird gemeinsam von den Bahngesellschaften Keiō Dentetsu und Tokyo Tama Intercity Monorail betrieben und befindet sich in der Präfektur Tokio auf dem Gebiet der Stadt Hino.
Benannt ist er nach einem nahe gelegenen buddhistischen Tempel, der über 1100 Jahre zurückreicht und zu den ältesten in der Region Kantō gehört.

## Verbindungen
Takahatafudō ist ein Trennungsbahnhof an der Keiō-Linie, die Shinjuku mit Hachiōji verbindet. Von dieser zweigt die zwei Kilometer lange Keiō Dōbutsuen-Linie nach Tama-Dōbutsukōen ab. Beide gehören zur Bahngesellschaft Keiō Dentetsu. In Takahatafudō halten sämtliche hier verkehrenden Nahverkehrs-, Eil- und Schnellzüge, womit der Bahnhof zu den wichtigsten des gesamten Keiō-Streckennetzes gehört. Tagsüber werden 12 bis 14 Züge je Stunde und Richtung angeboten, abends neun bis elf. Auf der Dōbutsuen-Linie verkehren die Züge die Züge werktags alle 20 Minuten. Aufgrund des bedeutenden Ausflugsverkehrs zum Tama-Zoo wird dieses Grundangebot an Wochenenden und Feiertagen um zusätzliche Züge ergänzt.
Nicht direkt mit dem Keiō-Bahnhof verbunden ist der Bahnhof der Einschienenbahn Tama, die von der Gesellschaft Tokyo Tama Intercity Monorail betrieben wird. Sie verbindet Kamikitadai in der Stadt Higashiyamato mit Tachikawa und Tama-Center. Tagsüber verkehrt die Bahn alle zehn Minuten, morgens alle fünf bis sieben Minuten und abends alle sieben bis acht Minuten. Auf dem Bahnhofsvorplatz befinden sich mehrere Bushaltestellen, die von über einem Dutzend Linien der Gesellschaft Keiō Dentetsu Bus und des Stadtbusbetriebs Hino bedient werden.

## Anlage
Der Keiō-Bahnhof steht im Stadtteil Takahata und ist von Osten nach Westen ausgerichtet. Er besitzt vier Durchgangsgleise, die an zwei überdachten Mittelbahnsteigen liegen. Nördlich davon befindet sich eine Abstellbahnhof mit zehn Gleisen. Das Empfangsgebäude besitzt die Form eines Reiterbahnhofs, der sich über alle Durchgangsgleise spannt. Von der erhöhten Verteilerebene aus führen Treppen, Rolltreppen und Aufzüge zu den Bahnsteigen hinunter. Der östliche Teil des Reiterbahnhofs ist eine öffentliche Zone, an die sich eine gedeckte Fußgängerbrücke über den Abstellbahnhof anschließt. Auf diese Weise ist es möglich, vom Bahnhofsvorplatz im Süden zum nördlich gelegenen Wohn- und Gewerbeviertel zu gelangen, ohne die Bahnsteigsperren passieren zu müssen.
An die Ostseite des Reiterbahnhofs angebaut ist das sechsgeschossige Einkaufszentrum Keio Takahata Shopping Center (京王高幡ショッピングセンター) mit über 40 Läden. Es gehört wie die Bahngesellschaft zur Keio Group. Dabei werden die zwei obersten Stockwerke als Parkhaus genutzt; auch die Dächer beider Gebäude dienen als Parkplatzfläche. Im Untergeschoss des Einkaufszentrums wiederum steht eine große Fahrradabstellanlage.
Über das dritte Stockwerk des Einkaufszentrums besteht ein Zugang zum Hochbahnhof der Einschienenbahn, der die Keiō-Linie rechtwinklig quert. Er besitzt zwei Gleise an zwei Seitenbahnsteigen, ebenso eine öffentliche Fußgängerpassage. Es besteht eine Wendemöglichkeit für Züge, die jedoch nur bei Notfällen genutzt wird. Östlich der Einschienenbahn erstreckt sich das Betriebswerk Takahatafudō, in dem Züge von Keiō Dentetsu gewartet und repariert werden. Die Anlage an der Nordseite der Keiō-Linie umfasst eine zweigleisige Wartungshalle und über ein Dutzend weitere Abstellgleise.
Im Fiskaljahr 2018 nutzten durchschnittlich 60.235 Fahrgäste täglich den Bahnhof der Eisenbahn. Der entsprechende Wert für den Bahnhof der Einschienenbahn im Fiskaljahr 2017 betrug 27.606.

## Bilder

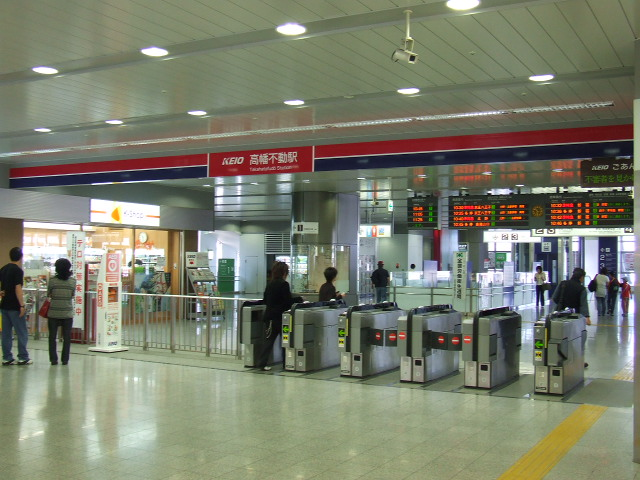
Bahnsteigsperren
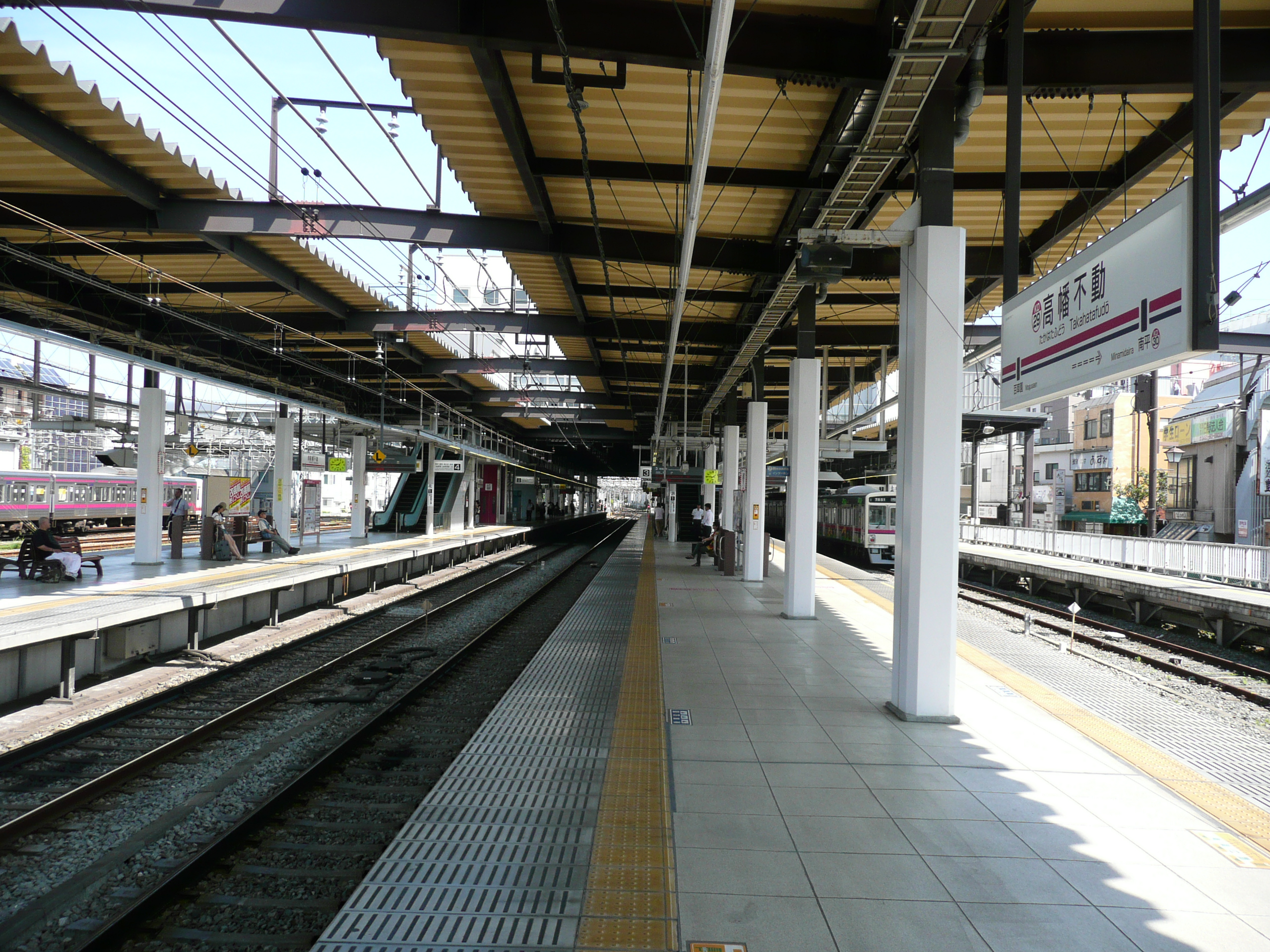
Blick auf die Bahnsteige
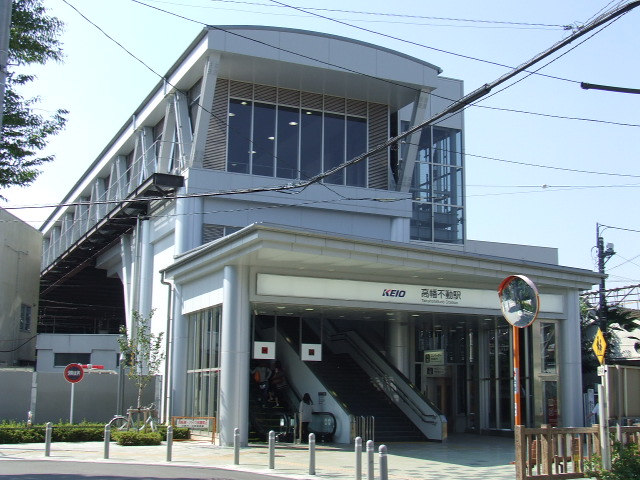
Nordseite der Fußgängerbrücke
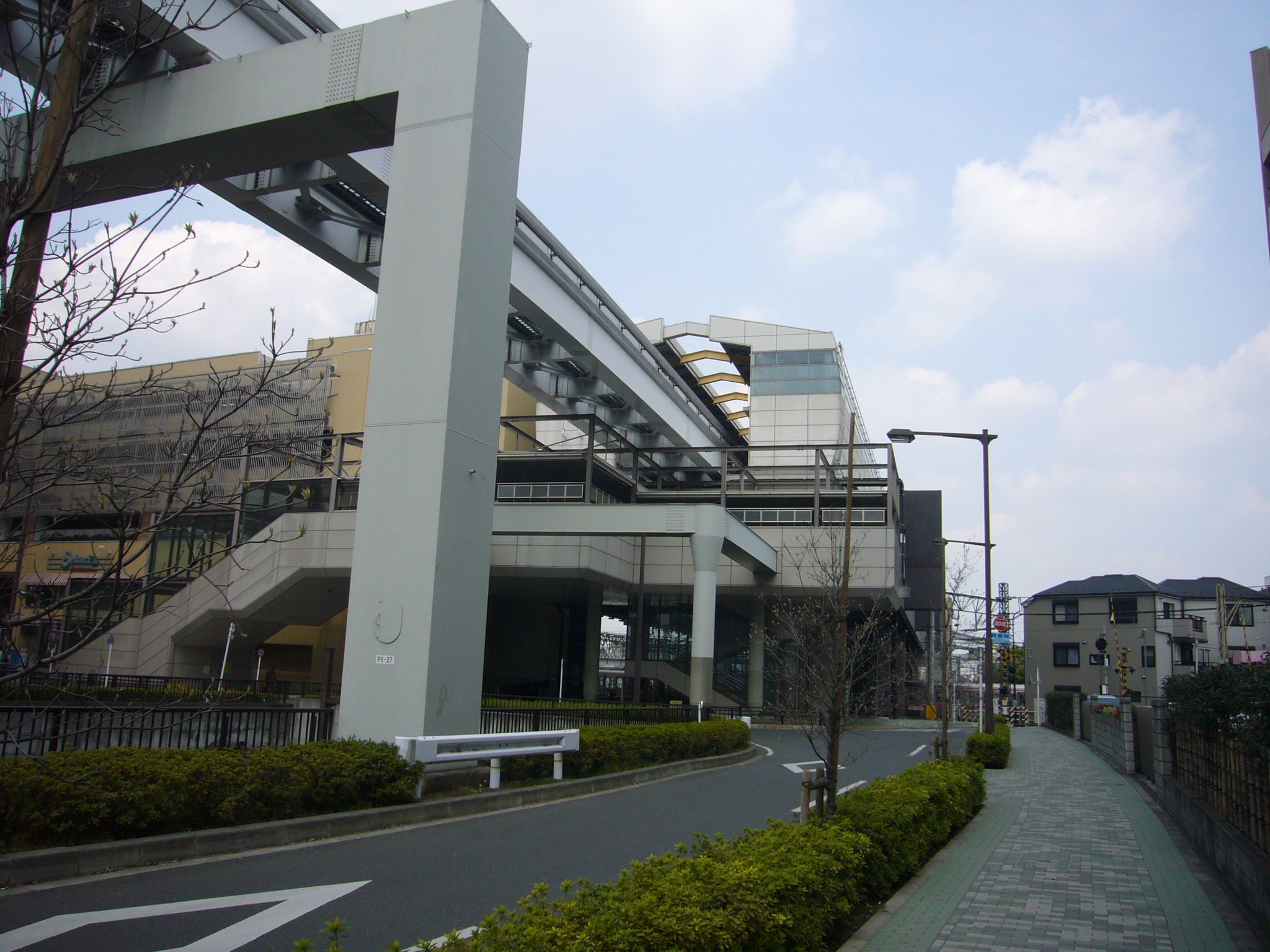
Einschienenbahn

## Gleise
Eisenbahn
| 1   | ▉ Keiō Dōbutsuen-Linie | Tama-Dōbutsukōen                       |
| 2/3 | ▉ Keiō-Linie           | Kitano • Keiō-Hachiōji • Takaosanguchi |
| 4/5 | ▉ Keiō-Linie           | Fuchū • Chōfu • Meidaimae • Shinjuku   |

Einschienenbahn
| 1 | ▉ Einschienenbahn Tama | Tachikawa-Kita • Kamikitadai |
| 2 | ▉ Einschienenbahn Tama | Tama-Center                  |

## Linien
| Verlauf der Keiō-Linie |
| --- |
| Shinjuku • Hatsudai • Hatagaya • Sasazuka • Daitabashi • Meidaimae • Shimo-Takaido • Sakurajōsui • Kami-Kitazawa • Hachimanyama • Roka-kōen • Chitose-Karasuyama • Sengawa • Tsutsujigaoka • Shibasaki • Kokuryō • Fuda • Chōfu • Nishi-Chōfu • Tobitakyū • Musashinodai • Tama-Reien • Higashi-Fuchū • Fuchū • Bubaigawara • Nakagawara • Seiseki-Sakuragaoka • Mogusaen • Takahatafudō • Minamidaira • Hirayamajōshi-kōen • Naganuma • Kitano • Keiō-Hachiōji |

| Verlauf der Keiō Dōbutsuen-Linie |
| -------------------------------- |
| Takahatafudō • Tama-Dōbutsukōen  |

## Geschichte
Die Gyokunan Tetsudō, eine Tochtergesellschaft des Bahnunternehmens Keiō Denki Kidō (heutige Keiō Dentetsu), eröffnete am 24. März 1925 die Strecke zwischen Fuchū und Higashi-Hachiōji (heute Keiō-Hachiōji), mitsamt dem Bahnhof Takahata (高幡). Am 1. Dezember 1926 ging die Gyokunan Tetsudō in ihrer Muttergesellschaft auf, worauf die westlich von Fuchū in Kapspur (1067 mm) verlegte Strecke auf 1372 mm umgespurt und mit der Keiō-Linie verbunden wurde. Aufgrund der Nähe des Bahnhofs zum buddhistischen Tempel Takahata Fudō erfolgte am 1. Mai 1937 die entsprechende Umbenennung. Fast vier Jahrzehnte lang war Takahatafudō ein Durchgangsbahnhof. Dies änderte sich am 29. April 1964 mit der Eröffnung der hier abzweigenden Keiō Dōbutsuen-Linie nach Tama-Dōbutsukōen. Der Bau dieser Stichstrecke hatte auch die Verlegung des Bahnhofs um 70 Meter nach Osten an seinen heutigen Standort zur Folge.
Am 10. Januar 2000 nahm die Bahngesellschaft Tokyo Tama Intercity Monorail den zweiten Abschnitt der Einschienenbahn Tama von Tachikawa-Kita nach Tama-Center in Betrieb. Allerdings bestand damals noch keine direkte Fußgängerverbindung zwischen den Anlagen von Keiō Dentetsu und der Einschienenbahn, was das Umsteigen erschwerte. Im Dezember 2003 begann der Bau des dazwischen liegenden Keio Takahata Shopping Center, einen Monat später der Neubau des Empfangsgebäudes der Eisenbahn. Die erste Phase des Einkaufszentrums stand ab Dezember 2004 zur Verfügung, ab Juni 2006 konnte der Reiterbahnhof zunächst eingeschränkt genutzt werden. Sämtliche Arbeiten waren am 25. März 2007 abgeschlossen.